# Soyuz TM-3
Soyuz TM-3 foi a terceira expedição soviética à estação espacial Mir. Transportou o primeiro e único cosmonauta sírio até hoje, integrante do programa espacial Intercosmos.

## Tripulação
Lançados
| Posição                | Cosmonautas                     | Duração          | Pousou na  |
| ---------------------- | ------------------------------- | ---------------- | ---------- |
| Comandante             | Alexander Viktorenko            | 7d 23h 04m 55s   | Soyuz TM-2 |
| Engenheiro de voo      | Aleksandr Pavlovich Aleksandrov | 160d 07h 16m 19s | Soyuz TM-3 |
| Cosmonauta-pesquisador | Muhammed Faris                  | 7d 23h 04m 55s   | Soyuz TM-2 |

Aterrissaram
| Posição                | Cosmonautas                     | Duração          | Lançado na |
| ---------------------- | ------------------------------- | ---------------- | ---------- |
| Comandante             | Yuri Romanenko                  | 326d 11h 37m 20s | Soyuz TM-2 |
| Engenheiro de voo      | Aleksandr Pavlovich Aleksandrov | 160d 07h 16m 19s | Soyuz TM-3 |
| Cosmonauta-pesquisador | Anatoli Levchenko               | 7d 21h 57m 33s   | Soyuz TM-4 |

## Parâmetros da Missão
- Massa: 7 100 kg
- Perigeu: 297 km
- Apogeu: 353 km
- Inclinação: 51.6°
- Período: 91.0 minutos

## Pontos altos da missão
Terceira expedição à Mir. Mohammed Faris foi o primeiro e único sírio no espaço, integrante do programa espacial Intercosmos. Alexandrov foi o substituto de Laveikin na a bordo da Mir, se tornando o novo parceiro de Romanenko.
Faris e o cosmonauta soviético Alexandr Viktorenko retornaram à Terra na Soyuz-TM 2 com Alexandr Laveikin, que foi diagnosticado pelos doutores na Terra como tendo pequenos problemas no coração. Ele foi substituído por Alexandr Alexandrov. A expedição visitante observou a Síria e realizou experimentos em processamento de materiais.